# Craig Biddle

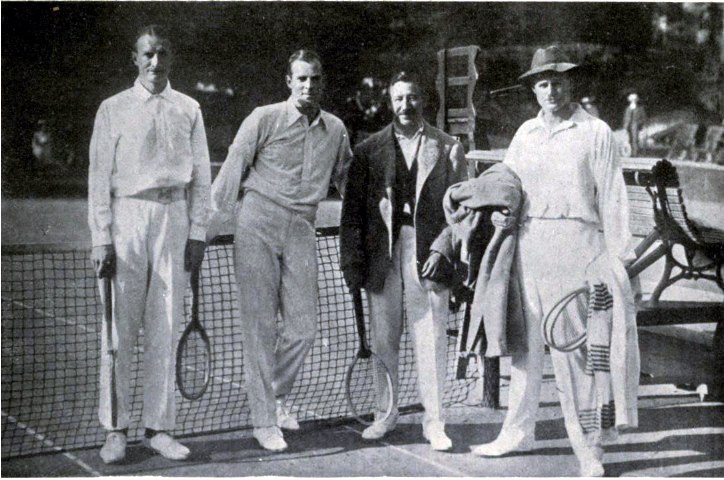
Craig Biddle (ganz rechts), 1914 in Cannes.

Craig Biddle (* 24. Oktober 1879 in Pennsylvania; † 8. April 1947 in New Jersey) war ein US-amerikanischer Tennisspieler.

## Karriere
Biddle, ein aus Philadelphia stammender Millionär, nahm ab 1905 an den US-amerikanischen Meisterschaften teil. In Europa trat er insbesondere 1913 und 1914 bei Turnieren in England und an der Riviera in Erscheinung. In Wimbledon konnte er 1913 ins Achtelfinale vordringen. An der Seite des persischen Prinzen Bahram Mirza Sardar Mass'oud verlor er im März 1914 das Finale von Nizza gegen Anthony Wilding und Arthur Balfour.
Nach dem Ersten Weltkrieg erreichte Biddle 1920 zusammen mit Molla Mallory das Mixed-Finale der amerikanischen Meisterschaften, das das Paar jedoch gegen Hazel Hotchkiss Wightman und Wallace Johnson in zwei Sätzen verlor. Im Einzel konnte er dort 1917, 1918 und 1921 das Viertelfinale erreichen. 1927 nahm er gegen Ende seiner Karriere an den Französischen Meisterschaften teil.